# مستشفى بيسيتر
مستشفى بيسيتر (بالفرنسية: Bicêtre Hospital)‏ هو مُستشفى يَقع ضمن بلدية لي كرملين-بيسيتر في الضواحي الجنوبية لباريس، فرنسا. يَقع المُستشفى على بَعد 4.5 كم (2.8 ميل) من وسط باريس.
كان مُخططًا أن يكون مستشفى بيسيتر مستشفًى عسكريًا، حيثُ بدأ البناء فيه عام 1634. بمُساعدةِ فنسنت باول، افتُتح المستشفى كدارٍ للأيتام عام 1642، وفي عام 1656 دُمج مع المستشفى العام (Hôpital Général). في عام 1823، أَصبح يُسمى مستشفى الشُياب الرجال (Hospice de la Vieillesse Hommes)، وفي عام 1885 أُعيدت تسميته إلى مستشفى بيسيتر. عبر تاريخ المُستشفى فقد استخدمَ بشكلٍ متتابع وفي وقتٍ واحد كدارٍ للأيتام، وسجنٍ، ومستشفًى، ومستشفًى للأمراص العقلية. يُعتبر ماركيز دي ساد أشهر ضيوف المُسشتفى سوءًا في السُمعة.
يشتهر مستشفى بيسيتر بكونه ملجأ بيسيتر (Asylum de Bicêtre)، حيث يُنسب للمشرف فيليب بينيل باعتباره أول من أدخل أساليب إنسانية في علاج المرضى العقليين فيه عام 1793.
أُشير إلى مستشفى بيسيتر في الفصل الأخير من الجنون والحضارة لميشال فوكو بعنوان "ولادة اللجوء"، وفيه صُنفت أساليب بينيل على أنها أكثر خداعًا من أن تكون إنسانية.

## روابط خارجية
- تاريخ مستشفى بيسيتر
- مستشفى بيسيتر: موقع مائة من الأشباح